# 나이아가라 스카이휠

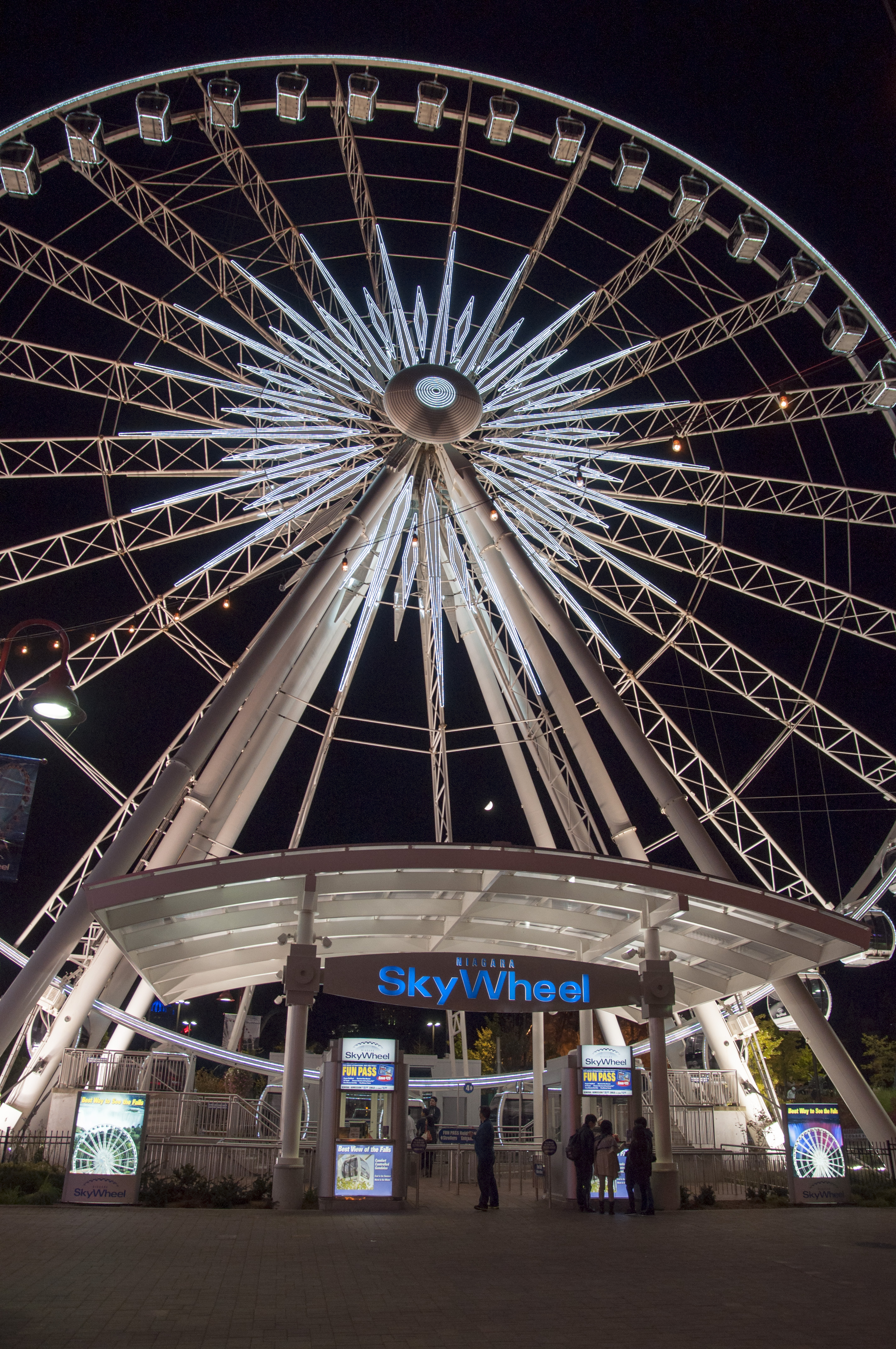
스카이휠 전경

나이아가라 스카이휠(Niagara SkyWheel)은 캐나다 온타리오주 나이아가라폴스에 위치한 53미터 높이의 페리스 대회전식 관람차이다. 나이아가라 폭포 관광명소인 클리프턴힐 중간에 위치해 있으며, 42개의 곤돌라로 운영하고 있다. 6명이 탑승 가능한 곤돌라는 겨울에 난방이 가능하고 더운 여름에는 에어콘이 나온다. 운행시간은 약 10분 정도이고, 나이아가라 강과 나이아가라 폭포를 이루는 말발굽 폭포와 미국 폭포를 함께 감상할 수 있다.